# Stephen Boonlert Phromsena
Stephen Boonlert Phromsena (thailändisch สตีเฟน บุญเลิศ พรหมเสนา; * 24. Februar 1960 in Ban Sithan) ist ein thailändischer Geistlicher und römisch-katholischer Bischof von Ubon Ratchathani.

## Leben
Stephen Boonlert Phromsena besuchte das Knabenseminar. Anschließend studierte er Philosophie und Theologie am Nationalseminar Lux Mundi in Sampran. An der Universität Maha Sarakham erwarb er zudem einen Master in thailändischer Geschichte und an der Ramkhamhaeng-Universität in Bangkok einen Master in Erziehungswissenschaft. Am 8. Mai 1987 empfing er das Sakrament der Priesterweihe für das Bistum Ubon Ratchathani.
Nach der Priesterweihe war in verschiedenen Gemeinden in der Pfarrseelsorge sowie als Schulleiter tätig. Von 2018 bis 2022 war er Vorsitzender des Priesterrates und Mitglied der diözesanen Wirtschaftskommission. Ab 2018 war er Schulleiter der Thepphithak Phithaya School und der Holy Infant Jesus Ubon School, gehörte dem Konsultorenkollegium an und war Pfarrer der Pfarrei Archangel Raphael.
Papst Franziskus ernannte ihn am 2. Dezember 2023 zum Bischof von Ubon Ratchathani. Sein Amtsvorgänger Philip Banchong Chaiyara spendete ihm am 24. Februar des folgenden Jahres in der Kathedrale von Ubon Ratchathani die Bischofsweihe. Mitkonsekratoren waren der Apostolische Nuntius in Thailand, Erzbischof Peter Bryan Wells, und der Erzbischof von Thare und Nonseng, Anthony Weradet Chaiseri.